# Gottfried von Straßburg
Gottfried von Straßburg († okoli 1215) je bil eden najpomembnejših srednjeveških nemških pesnikov. Živel je na koncu 12. ter začetku 13. stoletja in izhajal iz istega časa kot Hartmann von Aue, Wolfram von Eschenbach in Walther von der Vogelweide.

## Življenje
Od Alzačana Gottfrieda je ohranjenih zelo malo virov, zato ni možne podbrobne rekonstrukcije njegovega življenja. Najzgodnejše pomembnejše informacije poda epik Rudolf von Ems. V svojem delu Dobri Gerhart (nem. Der guote Gêrhart) imenuje Gottfrieda kot avtorja njegovega glavnega dela Tristan ki pa je hkrati tudi vplivalo na Rudolfovo delo Dobri Gerhart. Gottfriedov Tristan, ki naj bi v fragmenti obliki romana nastal okoli leta 1210, je obdelava teme Tristan in Izolda (nem. Tristan und Isolde).
Raziskave so ugotovile, da je bil Gottfried dober poznavalec dela Trivium (knjiga, ki je vzajemala znanja gramatike, retorike in dialektike), kakor tudi s takratnimi izobraženci, ter dvorsko književnostjo. Po vsej verjetnosti ni bil plemiškega rodu, po izobrazbi pa naj bi bil klerik. Kakor navaja besedilo v delu Tristan, je bil dejaven za svojega mecena Dietricha, ki je izhajal iz višjega sloja Straßurgov.
Univerzitetno izobrazbo naj bi opravil v Parizu ali Bolonji in tako razpolagal z znajnjem takratnih latinskih rokopisov. 
Umrl naj bi po dokončanju Tristana med letoma 1210 in 1220.

## Ohranjena dela
- Tristan
- 2 igrane pesmi (Sangsprüch) ter 3 poezije, 1 pesem o viteštvu (Minnelied), 1 hvalnica Mariji (Marienpreis), ter 1 didaktična pesem o revščini. Pristni sta samo igrani pesmi.

## Vir
- Horst Brunner. Geschichte der deutschen Literatur des Mittelalters im Überblick. Stuttgart. Reclam, 1997.